# ジュイ (MOMOLAND)
ジュイ（주이、JooE、1999年8月18日 - ）は、韓国のアイドルである。女性アイドルグループ・MOMOLANDのメンバー。MLDエンターテインメント所属。韓林演芸芸術高等学校実用音楽科卒業。

## 経歴
2016年7月、Mnetのサバイバルオーディション番組『MOMOLANDを探して』に出演し、10人の練習生の中から7人のメンバーの一人として選ばれた。同年11月10日、MLDエンターテインメントからMOMOLANDのメンバーとしてミニアルバム『Welcome to MOMOLAND』を発表し正式にデビュー。
2018年、MBCのサバイバル番組『キング・オブ・マスクシンガー』にヘリコプターとして出演した。

## 出演

### テレビドラマ
- チャングムの末裔（2018年、MBC）

### テレビ番組
- MOMOLANDを探して（2016年、Mnet）
- スタジオバイブ（2018年、tvN）
- バトルトリップ（2018年、KBS2
- スクールアタック（2018年、SBS MTV）
- キング・オブ・マスクシンガー（2018年、MBC）
- Get It Beauty（2018年、OnStlye）
- リアルマン（2018年、MBC）
- ジャングルの法則（2019年、SBS）
- I-LAND（2020年、Mnet）
- 村の恋人（2021年、MBC Every1 / KT Seez）
- QUEENDOM PUZZLE（2023年、Mnet）